# Maria Panna Nilu (film)
Maria Panna Nilu (fr. Notre-Dame du Nil) – rwandyjsko-francusko-belgijski dramat filmowy z 2019 roku w reżyserii Atiqa Rahimiego. Adaptacja powieści autorstwa Scholastique Mukasongi o tym samym tytule. Zdjęcia kręcono w Rwandzie.
Akcja rozgrywa się w Rwandzie w 1973 roku, w okresie początków napięć między ludami Hutu i Tutsi, które ostatecznie zakończyły się ludobójstwem.

## Fabuła
Akcja toczy się w latach 70. w Rwandzie, w katolickiej szkole im. Marii Panny Nilu, prowadzonej przez siostry zakonne. W szkole tej kształcone są dziewczęta z wyższych klas społecznych. Z czasem wśród uczennic pojawiają się konflikty na tle narodowościowym.

## Obsada
- Amanda Mugabezaki – Virginia
- Albina Kirenga – Gloriosa
- Malaika Uwamahoro – Immaculée
- Clariella Bizimana – Veronica
- Belinda Rubango – Modesta
- Ange Elsie Ineza – Frida
- Kelly Umuganwa Teta – Goretti
- Pascal Greggory – Fontenaille
- Carole Trevoux – matka przełożona
- Alida Ngabonziza – Dorothée
- Solange Ngabonziza – Godelive
- Khadja Nin – królowa
- Florida Uwera – narrator[3]

## Nagrody i wyróżnienia
- W 2020 roku film był prezentowany w sekcji „Generation 14plus” na 70. MFF w Berlinie, gdzie zdobył nagrodę główną Kryształowego Niedźwiedzia[4].